# Диканський провулок (Київ)
Дика́нський прову́лок — провулок у Дарницькому районі м. Києва, місцевість Червоний хутір. Пролягає від Харківського шосе до Ташкентської вулиці. 

## Історія
Виник у 50-х роках ХХ століття під назвою 237-а Нова́ ву́лиця. Сучасна назва — з 1953 року.